# Невита
Флавије Невита (лат. Flavius Nevitta) је био врховни заповедник римске војске (лат. magister militum) у 4. веку после Хр.
Као већина позноримских војних старешина, и Невита је био германског порекла и паганин. Служио је 357. под будућим царем Јулијаном у Галији и борио се тамо са доста успеха против Аламана. Године 361. именован је 361. за заповедника коњице у Галији (лат. magister equitum per Gallias), а био је и командант коњичких одреда у тамошњем командном рејону, што може да се посматра као награда за верну службу Јулијану. Када је Јулијан устао на цара Констанција II, Невита је командовао средишњим делом војске. Констанције је, међутим, умро пре него што је дошло до борбе, тако да је Јулијан без већих потешкоћа могао да наследи свог рођака на месту римског цара. 
Невита је био члан специјалног суда у Халкедону, који је требало да суди присталицама преминулог цара. Године 362. примио је престижни конзулат, а следеће године пратио је Јулијана у походу на Персију, који се на крају завршио катастрофално. Персијанци су одбили римску војску, а 26. јуна 363. Јулијан је умро од последица рањавања.
При избору новог цара – ово је допало једном колегијуму војних старешина, који се састојао од Невите, Виктора, Дагалаифа и Аринтеја – изјаснио се против заповедника гарде царских телохранитеља Јовијана, који је, међутим, на крају изабран за цара, после чега је Невита због супротстављања морао бити избачен из војне службе.